# Zajednica općina
Zajednica općina, (složena kratica: ZO) označavala je posebnu društveno-političku zajednicu (DPZ) područnoga značaja koja samostalno obavlja određene poslove iz nadležnosti Republike te općina koje ju tvore.
U Hrvatskoj su uvedene 22. veljače 1974., a ukinute 25. srpnja 1990. godine.
Ustav SRH iz 1974. izričito je odredio osnivanje zajednica općina čiji se prostorni opseg utvrđuje društvenim dogovorom općina s Republikom. Ako se dogovor ne uspije postići, prostorni opseg im se utvrđuje zakonom. Zajednica općina donosi plan i program razvoja svoga područja i obavlja različite poslove od zajedničkog interesa za udružene općine. Ona ima svoj statut, upravna tijela, stručne službe, financira se vlastitim porezima utvrđenima zakonom, dio sredstava dobiva od Republike, te od općina za one poslove koji su im prenijeli u njezinu nadležnost.
U Socijalističoj Republici Hrvatskoj ZO su od 1974. do 1986. bile definirane kao "samoupravne društveno-političke zajednice" i predstavljale su regionalni stupanj (samo)uprave (između općina i Republike); od 1986. promijenile su strukturu i postale "regionalne samoupravne zajednice" sa smanjenjim ovlastima.

## Nadležnosti
- donošenje statuta
- povjeravanje obavljanja poslova za ZO skupštini zajednice općina i njenim tijelima izvršne vlasti
- briga o ravnomjernom razvitku općina u svom sastavu i bržem razvitku manje razvitih općina
- utvrđivanje prostornog i društvenog plana
- ostvarivanje programa teritorijalne obrane, uzbunjivanja, motrenja, obavješćivanja
- neki od unutarnjih poslova državne i javne sigurnosti, npr. civilna zaštita
- obavljanje upravnoga nadzora i njegovog inspekcijskog dijela
- zajednički gospodarski, kulturni, zdravstveni i socijalni poslovi za udružene općine
- obavlja prava društveno-političke zajednice nad tijelima sudbene vlasti kao i tijelima državne i javne uprave na svom području
- obavlja prava nadležne društveno-političke zajednice nad samoupravnim tijelima, poduzećima, udruženjima i ostalim organizacijama na svom području
- osnivanje ustanova od značaja za zajednicu općina, najčešće zavodi za prosvjetno-pedagošku službu, prostorno planiranje i društveno planiranje
- izdavanje vlastitoga službenoga glasila

Gradske zajednice općina imale su sve nadležnosti zajednice općina ako se nalazila izvan sastava zajednice općina, inače bi imala samo ona prava koja joj povjeri skupština zajednice općina. Takvo je stanje bilo u Hrvatskoj. Ustav SFRJ propisao je samo dobivanje određenih prava i obveza.

## Skupština
Skupština zajednice općina birala je predsjednika i (do 1986.) imala tri vijeća: Vijeće udruženoga rada, Vijeće općina i Društveno-političko vijeće. Izvršna vlast u zajednici općina bila je Izvršno vijeće zajednice općina koje je odgovaralo za svoj rad skupštini. Nakon 1986. Skupštine ZO čine delegati pojedinih općina; a samo ZO ima uglavnom koordinativnu ulogu.

## Popis zajednica općina
Do 31. prosinca 1986. postojale su sljedeće zajednice općina:
1. Zajednica općina Bjelovar
2. Zajednica općina Gospić
3. Zajednica općina Karlovac
4. Zajednica općina Osijek
5. Zajednica općina Rijeka
6. Zajednica općina Sisak
7. Zajednica općina Split
8. Zajednica općina Varaždin
9. Zajednica općina Zagreb
10. Gradska zajednica općina Zagreb

### Zadnji popis zajednica općina
Kasnije je postojalo deset zajednica općina (neke s promijenjenim nazivima), a temeljem društvenih dogovora od 26. svibnja 1987. i Zakona o Gradskoj zajednici općina Zagreb od 30. prosinca 1986. Status sedam općina bivše Zajednice općina Zagreb (Donja Stubica, Dugo Selo, Ivanić-Grad, Jastrebarsko, Kutina, Vrbovec i Zelina) i jedne općine Zajednice općina Sisak (Novska) nije bio dogovoren i one su temeljem Amandmana XII. na Ustav SRH bile stavljene izvan bilo koje zajednice općina, ali su u Statističkom godišnjaku SRH prikazivane kao Zajednica općina Zagrebačkog područja. To je bila jedanaesta zajednica općina, u nastajanju.
Tako su postojale:
1. Zajednica općina Bjelovar
2. Zajednica općina Dalmacije (uključivala Gradsku zajednicu općina Split)
3. Zajednica općina Hrvatskoga zagorja
4. Zajednica općina Karlovac
5. Zajednica općina Like
6. Zajednica općina Osijek
7. Zajednica općina Rijeka
8. Zajednica općina Sisak
9. Zajednica općina Varaždin
10. Zajednica općina Zagrebačkog područja
11. Gradska zajednica općina Zagreb

## Međuopćinske regionalne zajednice
U SFRJ još je samo SR Srbija imala sličan ustroj, a činile su ga osam međuopćinskih regionalnih zajednica (složena kratica: MRZ) i grad Beograd.
Postojale su od 1974. odnosno 1975. do 31. prosinca 1990. kada Srbija donosi zakon o stavljanju izvan snage zakona kojim je MRZ-ama bilo povjereno obavljati neke republičke zadatke. Nisu imale statute već statutarne odluke.
Postojale su sljedeće MRZ:
1. Grad Beograd kao posebna teritorijalna ustrojba
2. Južnomoravska međuopćinska regionalna zajednica, sjedište Leskovac
3. Međuopćinska regionalna zajednica Kraljevo, sjedište Kraljevo
4. Međuopćinska regionalna zajednica Niš, sjedište Niš
5. Podrinjsko-kolubarska međuopćinska regionalna zajednica, sjedište Valjevo
6. Podunavska međuopćinska regionalna zajednica, sjedište Smederevo
7. Međuopćinska regionalna zajednica Šumadije i Pomoravlja, sjedište Kragujevac
8. Međuopćinska regionalna zajednica Titovo Užice, sjedište Titovo Užice
9. Međuopćinska regionalna zajednica Zaječar, sjedište Zaječar

Zanimljivost je što su se međuopćinske regionalne zajednice odnosile samo na središnju Srbiju (područje Srbije izvan područja autonomnih pokrajina - uža Srbija, centralna Srbija), dok SAP Kosovo i SAP Vojvodina nisu uspostavili takvu organizaciju, već su zadržali izvorni odnos s općinama.

## Gradske zajednice općina
U bivšoj SFR Jugoslaviji postojalo je 8 gradskih zajednica općina:
- Beograd
- Ljubljana
- Maribor
- Novi Sad
- Sarajevo
- Skopje
- Split
- Zagreb

Iako se vrlo vjerojatno nisu nazivale gradskim zajednicama općina u cijeloj bivšoj SFRJ. U Sloveniji ipak - mestna skupnost občina, dok se u Makedoniji, vjerojatno samo ne službeno, Skopje s ostalim općinama gradske zajednice zvalo Veliko Skopje. Jedino Crna Gora i Kosovo nisu imale nijednu gradsku zajednicu općina.

## Temelji u Ustavu federacije
Naime članak 119. Ustava SFRJ iz 1974. predviđao je međuopćinsku suradnju temeljenu na dobrovoljnosti i solidarnosti, ali i mogućnost da ustavom socijalističke republike odnosno ustavom socijalističke autonomne pokrajine postoji određena obveznost udruživanja općina u gradske zajednice odnosno regionalne zajednice. Tako se može reći da su i jedna i druga republika odstupile od Ustava SFRJ jer nisu svoje zajednice nazvale regionalnim zajednicama općina odnosno gradskim zajednicama općina.

## Primjer dobrovoljne i solidarne međuopćinske suradnje
Postojao je i primjer međuopćinske suradnje triju općina s tromeđe Crne Gore, Bosne i Hercegovine te Srbije koje su tvorile Općina Pljevlja (CG), Općina Rudo i Općina Čajniče (BiH) te Općina Priboj (RS), ali to nije bila obvezna, već dobrovoljna suradnja. Postoji velika mogućnost daljnjeg postojanja suradnje, tim više što je većinsko stanovništvo navedenih općina Srpske narodnosti.

## Općine kao sastavni dijelovi regionalnih zajednica općina
Općine, čiji se broj od 1963. vrlo malo mijenjao, postojale su u Republici Hrvatskoj do kraja 1992. godine temeljem istoga zakonu o područjima općina. Bile su to tzv. "velike općine", iako naziv nije bio službenoga značaja.
Za vrijeme ZO, broj se općina u Hrvatskoj kretao:
- od 1963. do 1967. – 111
- 1968. – 104
- od 1969. do 1973. – 105
- 1974. – 114
- od 1975. do 1977. – 112
- od 1978. do 1984. – 113
- od 1985. do 1989. – 115
- od 1990. do 1991. – 102
- 1992. – 101